# Nocrich
Nocrich é uma comuna romena localizada no distrito de Sibiu, na região histórica da Transilvânia. A comuna possui uma área de 112.59 km² e sua população era de 2822 habitantes segundo o censo de 2007.